# Epilog (literatura)

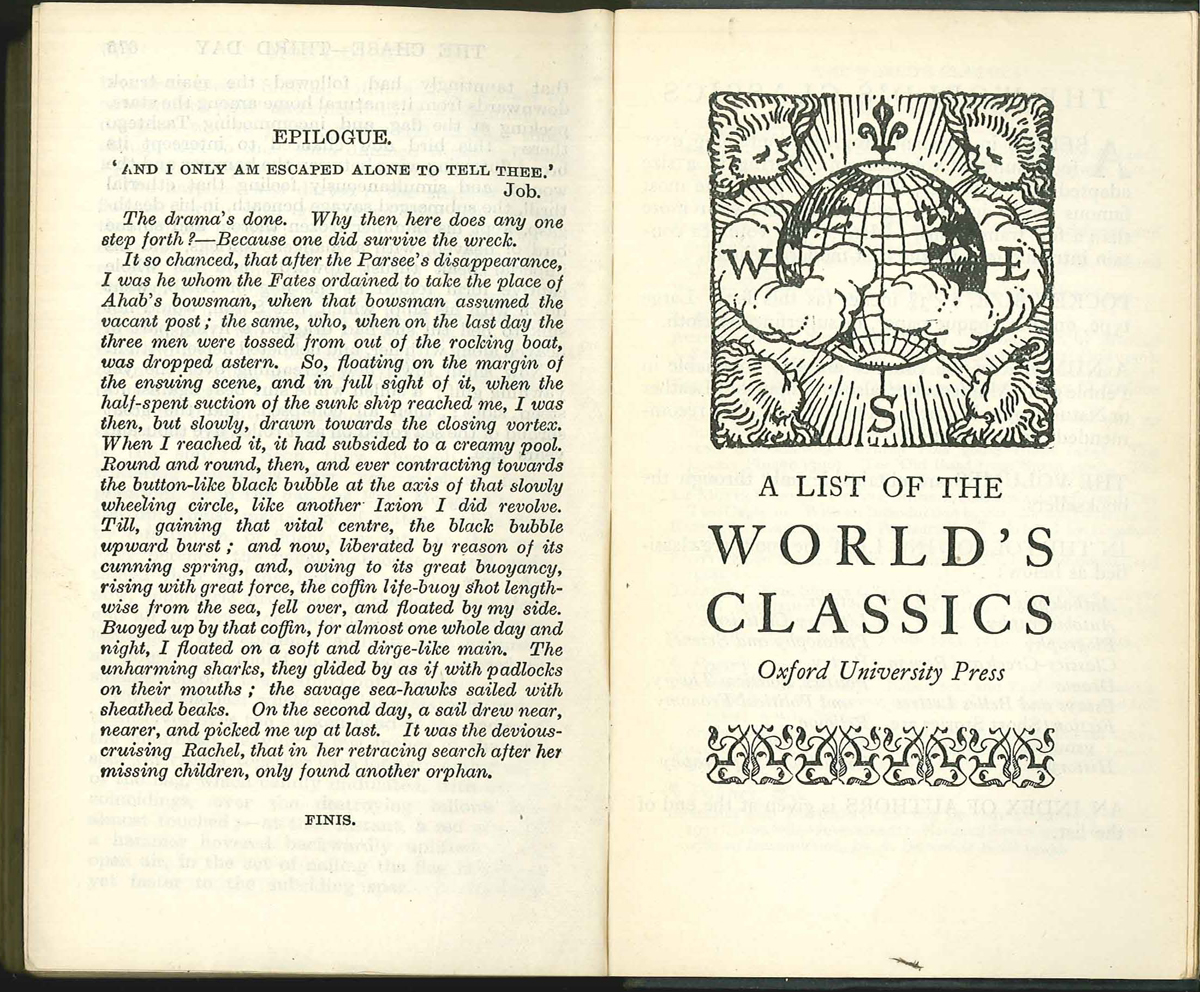
Strona z epilogiem angielskiego wydania książki Moby-Dick or, The Whale, Hermana Melville'a

Epilog (stgr. ἐπίλογος epílogos) – końcowa część utworu literackiego (głównie epiki i dramatu), która nie jest częścią właściwej fabuły, lecz jej dopełnieniem lub komentarzem do niej. W epilogu autor umieszcza informacje o dalszych losach bohaterów (po zakończeniu wypadków opisanych we właściwej fabule) lub przedstawia wyjaśnienia dotyczące swojego zamysłu twórczego oraz zamierzonego sensu dzieła. 
W niektórych dramatach, głównie antycznych, jest to "wypowiedź końcowa do publiczności, objaśniająca intencje twórcy i sens przedstawienia".
Epilog może być napisany  wierszem lub prozą.